# Loreta Galdikienė
Loreta Galdikienė (Vilnius, 5 ottobre 1961) è una cestista lituana, fino al 1989 sovietica.

## Carriera
Con la Lituania ha disputato i Campionati europei del 1995.